# Cyrtorhyssa moellerii
Cyrtorhyssa moellerii är en stekelart som först beskrevs av Charles Thomas Bingham 1898.  Cyrtorhyssa moellerii ingår i släktet Cyrtorhyssa och familjen brokparasitsteklar. Inga underarter finns listade i Catalogue of Life.